# رانگا
رانگا شهری در شهرستان کونگوسی در استان بام در بورکینافاسوی شمالی است و جمعیت آن ۵۳۰ نفر است.